# Aéroport Mariscal Lamar de Cuenca
L'aéroport international Mariscal Lamar (espagnol : Aeropuerto Internacional Mariscal Lamar) (code IATA : CUE • code OACI : SECU) est un aéroport desservant la ville de Cuenca, une ville dans la province d'Azuay, en Équateur.

## Situation
| \| 100 km1:8 036 000 \|Seymour San Cristóbal Cuenca Esmeraldas Guayaquil Latacunga-Cotopaxi Manta Salinas Machala/Santa Rosa Tulcán Quito Coca Lago Agrio Loja Macas |
| 100 km1:8 036 000 |

## Compagnies aériennes et destinations
| Compagnies      | Destinations                                     |
| --------------- | ------------------------------------------------ |
| Aeroregional    | Quito-M. Sucre En saison charter: Balboa, Panama |
| Avianca Ecuador | Quito-M. Sucre                                   |
| LATAM Ecuador   | Guayaquil-J. J.-Olmedo, Quito-M. Sucre           |

Édité le 28/04/2019  Actualisé le 12/12/2023